# Kurt-Sunes med Helveteshundarna
Kurt-Sunes med Helveteshundarna var ett projekt av Johan Johansson (KSMB, Strindbergs, John Lenin) och Nicke Andersson (The Hellacopters, Entombed).
De släppte singeln "(Komma Ut Ur Matchen) NU!" 2004, som är en nyinspelning av The Hellacopters låt "(Gotta Get Some Action) NOW!" från Supershitty to the Max!. "8 PM" är en nyinspelning av KSMB:s "Klockan 8".

## Diskografi
Singlar
- 2004 – "(Komma Ut Ur Matchen) NU!" / "8 PM" (7" vinyl / CD Birdnest Records)

Låtar med musiker från singeln:
"(Komma Ut Ur Matchen) NU!"
- Johan Johansson – sång, basgitarr
- Nicke Andersson – gitarr
- Lutten – trummor
- Dregen – gitarr
- Anders "Boba" Lindström – piano

"8 PM"
- Johan Johansson – trummor
- Nicke Andersson – sång, gitarr
- Sulo – sång
- Stefan Björk – basgitarr
- Peter Ampull – gitarr